# Olena Vasylivna Homonai
Olena Vasylivna Homonai (tiếng Ukraina: Олена Василівна Гомонай; sinh ngày 7 tháng 1 năm 1963, Uzhhorod) là một nhà khoa học Ukraina. Bà là Tiến sĩ khoa học Vật lý và Toán học, Giáo sư Khoa An toàn Thông tin tại Khoa Công nghệ Thông tin của Viện Bách khoa Kyiv. Bà được trao Giải thưởng Nhà nước Ukraina về Khoa học và Công nghệ.

## Tiểu sử
Bà sinh ra ở Uzhhorod trong một gia đình theo nghiệp khoa học. Năm 1985, bà được trao bằng tốt nghiệp danh dự của phân viện Đại học Vật lý Kỹ thuật Moskva tại Kyiv. Năm 1992, bà bảo vệ luận án Phó tiến sĩ tại Viện Vật lý Kim loại H. V. Kurdiumova thuộc Viện Hàn lâm Khoa học Quốc gia Ukraina. Năm 2003, bà được trao bằng Tiến sĩ khoa học. Bà là thành viên sáng lập Viện Vật lý Ukraina trên cơ sở Viện Bách khoa Kyiv năm 1995. Sau khi viên được thành lập, bà đã đồng chủ trì một hội thảo trong phòng thí nghiệm về quá trình vật lý nói chung, cũng như tổ chức các khóa giảng về nhiệt động lực học (cùng với V. Baryakhtar), vật lý thống kê (cùng với V. Lviv) và động học vật lý.
Từ năm 2001 đến năm 2002, bà công tác tại Viện Max Planck ở Halle-Saale. Từ năm 2002, bà là Phó giáo sư làm việc tại Khoa An toàn thông tin của Viện Bách khoa Kyiv. Hiện nay bà là Giáo sư của khoa này, chuyên môn giảng dạy các bộ môn về vật lý lý thuyết và vật lý tổng quát, lý thuyết thông tin lượng tử và điện toán lượng tử. Bà là một chuyên gia trong lĩnh vực vật lý chuyển pha, là tác giả của nhiều ấn phẩm, giáo trình và sách hướng dẫn.
Từ năm 2018, bà làm việc tại Đại học Mainz ở Đức.
Bà là người có lối sống năng động, tham gia đạp xe leo núi và là tác giả của bài tiểu luận "Đạp xe ở miền núi Krym" (tiếng Ukraina: Велотур по гірському Криму).

## Hoạt động khoa học
Bà chủ yếu hoạt động khoa học trong lĩnh vực vật lý của các hiện tượng từ tính, đặc biệt là vật lý của vật liệu phản sắt từ, cũng như các loại nam châm và multiferroics với tương tác từ tính đàn hồi mạnh.
Đặc trưng trong các công trình của bà, được thực hiện chủ yếu trong khuôn khổ các phương pháp hiện tượng học, là khả năng xây dựng mô hình đơn giản nhất dựa trên các nguyên tắc chung nhất và so sánh nó với dữ liệu thực nghiệm sẵn có.
Bà là tác giả của hơn 70 ấn phẩm, trong đó có một giáo trình về hóa lý (được Bộ Giáo dục và Khoa học Ukraina phê duyệt) và một chuyên khảo.

## Giải thưởng
- Giải thưởng Nhà nước Ukraina về Khoa học và Công nghệ năm 2015.[2]

## Tác phẩm
- Kuchkin, V. M. Динаміка неколінеарного антиферромагнетика індукована імпульсним спіновим струмом Lưu trữ ngày 1 tháng 12 năm 2017 tại Wayback Machine / V. M. Kuchkin, O. V. Homonai // Kỷ yếu của Hội nghị khoa học và Thực tiễn toàn Ukraina lần thứ XIV của sinh viên, sinh viên sau đại học và các nhà khoa học trẻ "Các vấn đề lý thuyết và ứng dụng của vật lý, toán học và tin học". Phần "Các vấn đề thời sự của vật lý hiện đại", Kyiv, ngày 26-28 tháng 5 năm 2016. - Kyiv: NTUU "KPI". – 2016. - Tr. 60-63.
- Homonai, O. V. Задачі з загальної фізики. Хвилі, квантова фізика та будова матерії Lưu trữ ngày 1 tháng 12 năm 2017 tại Wayback Machine / O. V. Homonai, O. V. Kravtsov; NTUU «KPI». – Електронні текстові дані (1 файл: 801 Кбайт). – Kyiv : NTUU «KPI», 2015. – 78 tr.
- Homonai, O. V. Сто задач з термодинаміки та статистичної фізики Lưu trữ ngày 27 tháng 4 năm 2017 tại Wayback Machine : навчальний посібник / O. V. Homonai, D. V. Filin, O. V. Kravtsov ; NTUU «KPI». – Електронні текстові дані (1 tệp: 466 Kb). – Kyiv : NTUU «KPI», 2013. – 42 tr.
- Homonai, O. V. Лекції з загальної фізики: хвилі Lưu trữ ngày 27 tháng 5 năm 2017 tại Wayback Machine: sách hướng dẫn /O. V. Kravtsov, O.V. Homonai. – К. : NTUU "KPI", 2012. – 51 tr.
- Homonai, O. V. Задачі з загальної фізики. Електродинаміка Lưu trữ ngày 27 tháng 4 năm 2017 tại Wayback Machine : навчальний посібник / NTUU «KPI» ; О. В. Гомонай, О. В. Кравцов. – Електронні текстові дані (1 tệp: 1.74 MB). - Kyiv : NTUU «KPI», 2009.
- Homonai, O. V. Сто задач з термодинаміки та статистичної фізики Lưu trữ ngày 27 tháng 4 năm 2017 tại Wayback Machine  : навчальний посібник / O. V. Homonai, D. V. Filin, O. V. Kravtsov ; NTUU «KPI». – Електронні текстові дані (1 файл: 466 Кбайт). – Kyiv : NTUU «KPI», 2013. – 42 tr.
- Homonai, O. V. Задачі з загальної фізики. Електродинаміка Lưu trữ ngày 27 tháng 4 năm 2017 tại Wayback Machine  : навчальний посібник] / NTUU «KPI» ; О. В. Гомонай, О. В. Кравцов. – Електронні текстові дані (1 файл: 1,74 Мбайт). – Kyiv : NTUU «KPI», 2009.
- Homonai, O. V. Задачі з загальної фізики. Хвилі, квантова фізика та будова матерії [Електронний ресурс] : практикум для студентів напряму 6.040301 «Прикладна математика»  Lưu trữ ngày 1 tháng 12 năm 2017 tại Wayback Machine / О. В. Гомонай, О. В. Кравцов; NTUU «KPI». – Kyiv : NTUU «KPI», 2015. – 78 tr.
- Механіка, навчальний посібник /O. V. Kravtsov, O. V. Homonai. – Kyiv : NTUU "KPI", 2010. – 29 tr.
- Homonai, O. V. Теплові явища. Навчальний посібник.– Kyiv : NTUU "KPI", 2010. – 26 tr.
- Електрика і магнетизм. Коливання. Навчальний посібник / Kravtsov O. V., Homonai O. V. – Kyiv, NTUU "KPI", 2010. – 67 tr.
- Homonai, O. V. Оптика.Квантова фізика. Навчальний посібник. – Kyiv : NTUU "KPI", 2011. – 18 tr.
- Theory of magnetization in multiferroics: Competition between ferromagnetic and antiferromagnetic domains Phys. Rev. B / H. Gomonay, Ievgeniia. G. Korniienko, V. Loktev. – 2011. – 83. –  tr. 054424 (11).
- Symmetry and the macroscopic dynamics of antiferromagnetic materials in the presence of spin-polarized current / H. Gomonay, R. Kunitsyn, V. Loktev // http://arxiv.org/PS_cache/arxiv/pdf/1106/1106.4231v1.pdfBản+mẫu:Недоступне+посилання
- Magnetoelastic coupling and possibility of spintronic electromagnetomechanical effects Физика низких температур / O. V. Gomonay, S. Kondovych, V. Loktev. – 2012. – tập 38, số 7. – tr, 801– 807.
- Влияние упругих напряжений на сверхвысокочастотный магнитный импеданс аморфных магнитных микропроводов ПЖТФ / Е. В. Гомонай, В. В. Попов, В. Н. Бержанский. – 2012. – số 38. – tập 15. – tr. 67-73.
- Peculiarities of stochastic motion in antiferromagnetic nanoparticles Eur. Phys. J. Special Topics / O. V. Gomonay, V. Loktev 2013. – v.216. – tr. 117-125. arXiv1207.1997, http://adsabs.harvard.edu/abs/2012arXiv1207.1997G
- Spin torque antiferromagnetic nanooscillator in the presence of the magnetic noiseCondensed Matter Physics / O. V. Gomonay, V. Loktev. – 2012. – Vol. 15. .– số 4, 43703: 1-9 arXiv1207.4344, http://adsabs.harvard.edu/abs/2012arXiv1207.4344G
- Hydrodynamic theory of coupled current and magnetization dynamics in spin-textured antiferromagnets / O. V. Gomonay, V. Loktev. – http://arxiv.org/abs/1305.6734
- Індуковані напругою процеси перемикання у синтетичному мультифероїку з антиферомагнітним упорядкуванням / O. V. Gomonay, S. Kondovych // Вісник Львівського університету. – Серія фізична. – 2012. – tr 159-170.
- Peculiarities of stochastic motion in antiferromagnetic nanoparticles / O. V. Gomonay, V. Loktev // Eur. Phys. J. Special Topics, 2013. – Vol. 216. . –   tr. 117– 125. arXiv1207.1997, http://adsabs.harvard.edu/abs/2012arXiv1207.1997G